# Castanopsis xichouensis
Castanopsis xichouensis är en bokväxtart som beskrevs av Cheng Chiu Huang och Yong Tian Chang. Castanopsis xichouensis ingår i släktet Castanopsis och familjen bokväxter. Inga underarter finns listade.